# Mosor
 Ovo je glavno značenje pojma Mosor. Za druga značenja pogledajte Mosor (razdvojba).
Mosor je planina u Hrvatskoj, u Splitsko-dalmatinskoj županiji. Proteže se na potezu od zaobalja Splita (Kliška vrata) na sjeverozapadu do doline Cetine u zaobalju Omiša na jugoistoku, te između Kaštelansko-makarske flišne zone u priobalju i pobrđa Zagore u zaobalju.

## Etimologija
Podrijetlo naziva Mosor ima nekoliko tumačenja:
1. od fra. mons d'or =  zlatna planina;
2. od ilirskih riječi mol = brdo i sor = izvor;
3. od lat. naziva Massarum.

## Vrhovi
Najviši vrh je Veliki Kabal (1339 m), a jedan od posjećenijih vrhova je Vickov stup (1325 m). Na vrhu Sveti Jure ili Kozik (1319 m) nalazi se istoimena rimokatolička kapelica. Najmanje je poznata Lišnica (950 m) od koje započinje mosorski greben. Ispod Lišnice su ostatci nekadašnje lugarnice i nedavno se pojavila inicijativa za njenom obnovom. Najzapadniji vrh je Debelo brdo (1044 m), na koji se planinari za početak nove planinarske sezone tradicijski se penju od 1989. godine oko Nove godine. Organizira ga za blagdan Tri kralja Stanica planinarskih vodiča Split. Posjetitelji obično ga povežu s usponom na vrh Ljubljan (1262 m).

## Klima
S obzirom na visinu od preko 1000 m Mosor ima planinsku klimu.

## Biljni svijet
Biljni svijet Mosora dijeli se u nekoliko pojaseva. Na podnožju nalazimo mediteranske kulture i zimzelenu vegetaciju (zelenika, trslja, žuka, mirta, smrika, businj). Do visine 1000 m prostire se pojas bijeli graba, u kojem rastu i hrast medunac, crni jasen, maklen, rašeljka, smrdljika i drijen. Najviši je pojas bijeloga graba, koji seže do vrhova Mosora, a sadrži i bijeli jasen, tisu, gorski javor, mušmulicu, mokljavi likovac, planinski brijest. Biljni plast je kržljav, a u višim predjelima vide se tek ostaci šuma. Svojim mirisom goletima posebnu čar daju kadulja, smilje i pelin.

## Životinjski svijet
Životinjski svijet na Mosoru je raznolik. Nekoliko neočekivanih pronalazaka je nađeno na Mosoru, kao što su čovječja ribica (Proteus anguinus), koja je pronađena 1979. godine u Đuderinoj jami kod Dugopolja, te endemska mosorska gušterica (Lacerta mosorensis Kolombatović) koja živi na višim predjelima.
Brojne su zmije i gušteri kao oštroglava gušterica, pomorska gušterica, obični zelembać, zidna tarantela, smeđi blavor, pepeljasti poskok, šarulja, ljuta crnokapica, obični modraš, pjegava crvenkapica, šara poljarica i bjelouška
Od relativno malog broja vodozemaca tu se mogu naći siva gubavica (Bombina variegata) te pjegavi daždevnjak,samo i uvijek blizu vode.
Od glodavaca tu se može naći: miš stjenar, šumski miš, puh i smeđasta rovka.
Od divljači na Mosoru živi zec, jazavac, tvor, lisica, lasica, kuna, vuk, divlja svinja, muflon i divokoza.
Brojne su i ptičje vrste kao što su jarebica kamenjarka, fazan, galica čolica, gavran, sovoljuga buljina, sokol, jastreb, orao zmijar.
U lipnju 2021. godine na Mosoru je pronađena endemska vrsta ose, Leptochilus quintus, za koju se smatralo da je izumrla.

## Voda na Mosoru
Mosor oskudjeva vodom što se pripisuje njegovoj vapnenačkoj građi. Na Mosoru postoje sljedeći izvori:
- Živica
- Sedernik
- Ljuvač
- Studenac
- Trpošnjik

Nekoliko puta u desetljeću, kad su vrlo jake oborine, pojavljuje se stotinjak metara visok slap Koludar.

## Špilje i jame na Mosoru
Na Mosoru i u njegovom podnožju nalaze se mnogobrojne špije i jame:
- špilja Vranjača
- špilja Malo razdolje
- Miličevića špilja
- jama Snižnica
- jama Ledenica
- jama Javorska 1
- jama Javorska 2
- Strmička jama 1
- Strmička jama 2
- Gajina jama
- Đuderina jama
- Kraljeva peć (Balića pećina)

## Šport
Na Mosoru se od 2007. održava Mosor Grebbening, treking lige. Utrka starta u Sitnom Gornjem, a cilj je u Omišu.

## Vanjske poveznice
- Mosor - www.plsavez.hr
- Žrnovnica on-line  Arhivirana inačica izvorne stranice od 12. studenoga 2013. (Wayback Machine)